# باربرا كايا
باربرا كايا (بالإنجليزية: Barbara Kaija)‏ هي مُدرسة وصحفية أوغندية، ولدت في 1976 في أوغندا.